# Fruktan

Strukturní vzorec inulinu, jednoho z fruktanů

Fruktan je sacharid (polymer fruktózy) vyskytující se v pšenici. Dalším zdrojem fruktanů jsou například agáve, cibule, česnek, zelí, brokolice, pistácie a chřest. Pro některé osoby je fruktan obtížně stravitelný a způsobuje střevní problémy, které jsou mylně považovány za příznak celiakie. V obilninách pomáhají fruktany zvyšovat odolnost proti nízkým teplotám.